# Mark McClure (Offizier)
Mark McClure (* 6. Februar 1898 in Indiana; † 2. Oktober 1990) war ein Generalmajor der United States Army. Er war unter anderem Kommandeur der 24. Infanteriedivision.
In den Jahren 1918 bis 1922 durchlief Mark McClure die United States Military Academy in West Point. Nach seiner Graduation wurde er als Leutnant in das Offizierskorps des US-Heeres aufgenommen. In der Armee durchlief er anschließend alle Offiziersränge vom Leutnant bis zum Zwei-Sterne-General.
In seinen jüngeren Jahren absolvierte er den für Offiziere in den niederen Rangstufen üblichen Dienst in unterschiedlichen Einheiten und Standorten. Dazu gehörten auch Aufgaben als Stabsoffizier in verschiedenen Hauptquartieren. Zwischen August 1939 und März 1942 war er Stabsoffizier im Hauptquartier der Feldartillerie. In diese Zeit fiel der amerikanische Eintritt in den Zweiten Weltkrieg. McClure war zunächst noch nicht am Kriegsgeschehen beteiligt. Bis Mai 1942 gehörte er der Stabsabteilung G1 (Personal) der Army Ground Forces an. Danach wurde er zur Abteilung G3 (Operationen) der gerade neu aufgestellten 95. Infanteriedivision versetzt. Dort verblieb er bis August 1942. Diese Division wurde damals noch für künftige Militäreinsätze vorbereitet und war ebenfalls nicht im Kriegseinsatz.
Am 17. August 1942 wurde Mark McClure zum Stabschef der 100. Infanteriedivision ernannt. Auch diese Division war noch in der Ausbildungsphase für zukünftige Kampfeinsätze. Ihre Ausbildung fand unter anderem in den Bergen von Tennessee statt. Als sie im Oktober 1944 zum Kriegseinsatz in Europa kam, war Mark McClure nicht mehr Stabschef dieser Division. Diese Aufgabe hatte er am 8. Mai 1944 an seinen Nachfolger übergeben.
Zwischen August 1944 und Ende Juni 1945 kommandierte er die Artillerie der 95. Infanteriedivision, bei der er einige Jahre zuvor schon Stabsoffizier gewesen war. Die Division war inzwischen nach England verlegt worden. Von dort aus landete sie im September 1944 in Frankreich. In der Folge gehörte McClures Division zu den alliierten Truppen die von Frankreich aus bis weit nach Deutschland vorstießen. Im Juni 1945 kehrte die 95. Infanteriedivision in die Vereinigten Staaten zurück um auf einen, dann nicht mehr notwendigen, Einsatz bei der geplanten Landung auf den japanischen Hauptinseln vorbereitet zu werden.
McClure wurde dann zur 2. Armee versetzt, wo er zwischen Oktober 1945 und Januar 1946 deren Stabsabteilung G2 (Nachrichtendienste und Sicherheit) leitete. Zwischen Januar 1946 und Juli 1949 war er Dozent für Militärwissenschaft und Taktik an der Harvard University. Anschließend gehörte er dem Stab des damaligen European Commands an. Zwischen April und Juli 1954 war er Stabschef der in Südkorea stationierten 8. Armee. Zwischen Juli 1954 und Juni 1955 kommandierte Mark McClure die 24. Infanteriedivision. Diese Division wurde damals im Wechsel mit anderen Verbänden bis 1957 zur Sicherung der demilitarisierten Zone in Korea eingesetzt.
Nach dem Ende seiner Zeit als Divisionskommandeur wurde McClure stellvertretender Kommandeur der in Fort Sam Houston ansässigen 4. Armee. Diesen Posten hatte er von 1955 bis 1957 inne. Anschließend ging er in den Ruhestand.

## Orden und Auszeichnungen
Mark McClure erhielt im Lauf seiner militärischen Laufbahn unter anderem folgende Auszeichnungen:
- Army Distinguished Service Medal
- Silver Star
- Legion of Merit